# Piero Sraffa
Piero Sraffa (Turim, 1898 - Cambridge, 1983) foi um economista italiano.

## Vida
Nascido em Turim, de uma família judia de posses, Piero Sraffa fez os estudos iniciais em sua cidade natal e graduou-se na universidade local com um trabalho sobre a inflação na Itália durante e depois da Primeira Guerra Mundial. Seu orientador foi o economista Luigi Einaudi, que viria a ser o segundo presidente da República da Itália.
Enquanto estudava na London School of Economics, em 1921, em viagem de estudos a Cambridge, conheceu John Maynard Keynes. Tornou-se professor de Economia Política nas universidades de Perúgia em 1924 e de Cagliari, em 1926. Em 1927, imigrou para a Inglaterra e assumiu um posto de conferencista na Universidade de Cambridge a convite de Keynes.

## Pensamento econômico
Sraffa foi um dos reavaliadores da obra de David Ricardo, tendo editado as obras completas do economista inglês. Seu pensamento econômico pode ser caracterizado como neo-ricardiano ou pós-keynesiano.
Escreveu seu primeiro artigo de destaque em 1925 sobre a teoria da firma e dos preços, apontando para pontos mal resolvidos da teoria de Alfred Marshall. A versão expandida deste trabalho foi publicada em inglês no ano seguinte, no periódico Economic Journal. Esta linha de pesquisa contribuiu para a formação da teoria da concorrência imperfeita e posterior desenvolvimento da disciplina de organização industrial.
Seu livro Production of Commodities by Means of Commodities ("Produção de Mercadorias por Meio de Mercadorias") generaliza de forma rigorosa a Teoria Clássica do Valor, desenvolvida originalmente por David Ricardo e Karl Marx e tornou-se a base da escola sraffiana (também conhecida como neo-ricardiana) de pensamento econômico.
Além disso, o livro clarifica os frágeis fundamentos teóricos da teoria dominante nos meios acadêmicos até hoje, o marginalismo.[carece de fontes?] A partir dos resultados do livro é que foram feitas as críticas a teoria marginalista por economistas como Pierangelo Garegnani, Luigi Pasinetti, Amit Bhaduri entre outros nos debates que ficaram conhecidos como a Controvérsia de Cambridge
Embora não fosse um marxista, como seu grande amigo Antonio Gramsci, e pertencer ao ambiente keynesiano do "Círculo de Cambridge" - juntamente com Joan Robinson e outros - Sraffa contribuiu significativamente (embora sem tratar diretamente do tema) para a análise marxista, ao elaborar uma crítica consistente da teoria marginalista e ao elucidar alguns problemas mal-resolvidos (ou não-resolvidos) por Marx, tais como a transformação do valor em preço. Além da crítica à escola marginalista do valor, a teoria de Sraffa gerou uma linha de ataque à economia marxista que culminou na controvérsia sobre a redundância da teoria do valor trabalho.
Fora suas contribuições para a teoria econômica, as discussões de Sraffa com seu amigo Ludwig Wittgenstein foram, segundo o próprio Wittgenstein, de fundamental importância para o desenvolvimento das  Investigações Filosóficas.[carece de fontes?]